# Aloys Nordmann
Aloys Nordmann (* 3. Januar 1921 in Melchendorf; † 20. Oktober 1944 in Berlin) war ein Wehrmachtssoldat aus Erfurt, der wegen „wehrkraftzersetzender Äußerungen“ hingerichtet wurde. Er wird in der Literatur und in kirchlichen Kreisen als Beispiel für christlich motivierten Widerstand gegen den Nationalsozialismus angeführt.

## Leben
Aloys Nordmann wuchs mit vier Geschwistern in einer christlichen Familie in Erfurt auf, sein Vater arbeitete bei der Reichsbahn. Im Hintergebäude der Wohnung wurde 1933 ein erstes politisches Gefangenenlager der Nationalsozialisten eingerichtet, wo die Familie, darunter der 12-jährige Aloys Nordmann, Zeugen von Misshandlungen an Häftlingen wurden. Die Familie versuchte, den Häftlingen im Rahmen ihrer Möglichkeiten zu helfen. Kein Familienmitglied trat einer der nationalsozialistischen Organisationen oder Parteien bei, was insbesondere dem Vater berufliche Nachteile einbrachte. Auch die Kinder waren entsprechenden Diskriminierungen in der Schule ausgesetzt. Aloys Nordmann war als Jugendlicher Mitglied der Erfurter Kreuzbundgruppe und des christlichen Jugendverbandes Quickborn.
Nordmann und seine beiden Brüder wurden zum Kriegsdienst eingezogen; sein jüngerer Bruder Rudolf fiel 1944 im Alter von 18 Jahren an der Ostfront, sein älterer Bruder Gerhard wurde im gleichen Jahr als vermisst gemeldet. Aloys Nordmann lag mit schweren Verletzungen in einem Bremerhavener Lazarett und wurde dort Zeuge der Kriegszerstörungen und Fliegerangriffe auf Deutschland. Kameraden gegenüber äußerte er sich nach einem schweren Luftangriff verbittert über „die schwere Schuld, die der Krieg auch in der Heimat angerichtet hatte“ und dass derjenige, der „diesen Krieg angezettelt“ habe, erschossen werden müsse. Er wurde angezeigt und verhaftet und in Berlin in einem Schnellgerichtsverfahren wegen „wehrkraftzersetzender Äußerungen“ zum Tod durch Erschießen verurteilt.
Nach einem Brief seines Verteidigers an die Eltern sollen drei Kameraden später vor Gericht beschworen haben, Nordmann habe wörtlich gesagt:

„Wenn sich jemand fände, der den Führer erschieße, so wäre ein 70-Millionen-Volk gerettet, und er würde als großer Mann in die Geschichte eingehen. Man müsse sich über jeden Fliegeralarm freuen, da er ein Schritt näher zum Frieden sei. Während seiner ganzen Soldatenzeit habe er noch keinen Schuß gegen den Feind abgegeben. Man solle lieber türmen, als sich erschießen lassen, es wäre ja doch alles umsonst.“

Das Todesurteil wurde am 20. Oktober 1944 im Gefängnis von Berlin-Spandau vollzogen, nachdem zwei Gnadengesuche abgelehnt worden waren. Die letzten Worte von Aloys Nordmann sollen durch den Wehrmachtspfarrer bezeugt worden sein:

„Ihr Mörder und Verbrecher, vielleicht steht Ihr in acht bis zehn Wochen an derselben Stelle, wo ich heute stehe. Es lebe Christus der König, und seine Gerechtigkeit!“

## Gedenken
Das Bistum Erfurt lädt in Zusammenarbeit mit der Arbeitsgemeinschaft christlicher Kirchen der Stadt Erfurt und der Arbeitsgemeinschaft Kirche und Judentum in Thüringen am 27. Januar jedes Jahres zu einem ökumenischen Gottesdienst im Erfurter Dom ein. Dabei stand im Jahr 2003 Aloys Nordmann im Mittelpunkt des Gedenkens an die Opfer des Nationalsozialismus.
Die katholische Kirche hat Alyos Nordmann als Blutzeugen in das Deutsche Martyrologium des 20. Jahrhunderts aufgenommen.